# Buttermere (sjö)
Buttermere är en sjö i Storbritannien.   Den ligger i grevskapet Cumbria och riksdelen England, i den centrala delen av landet, 400 km nordväst om huvudstaden London. Buttermere ligger 104 meter över havet. Arean är 0,93 kvadratkilometer.Trakten runt Buttermere består i huvudsak av gräsmarker. Den sträcker sig 1,5 kilometer i nord-sydlig riktning, och 1,7 kilometer i öst-västlig riktning.